# Perenwijn

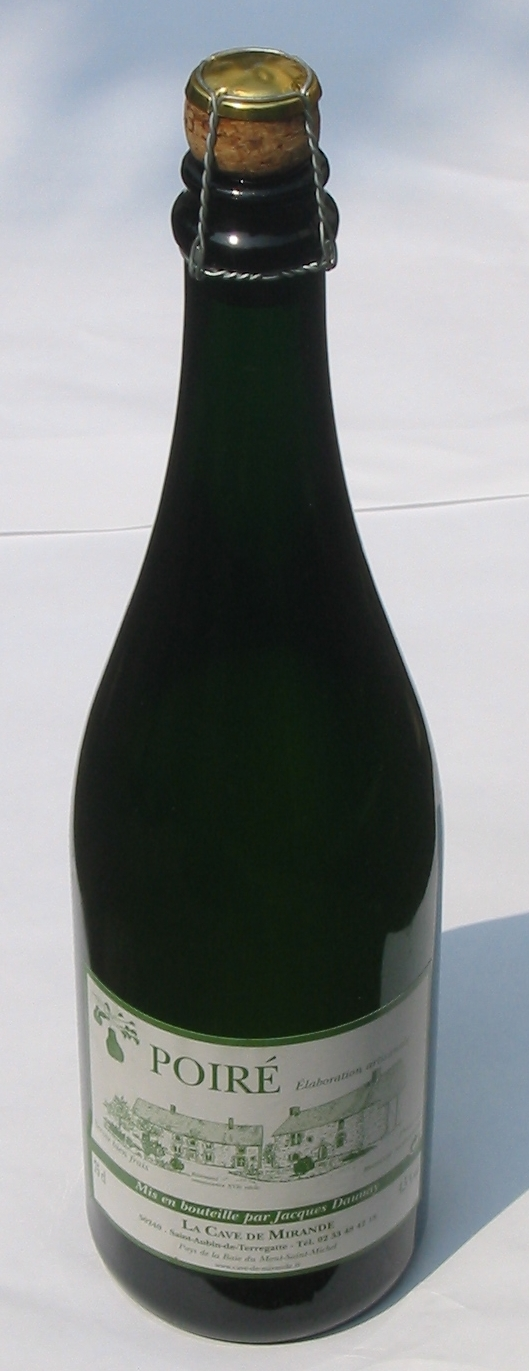
Een fles Normandische perenwijn

Perenwijn, perencider of perry is een alcoholische drank die van vergist perensap wordt gemaakt. Het lijkt op cider, in zoverre dat er een gelijkaardig proces wordt gebruikt voor de bereiding en vaak het alcoholgehalte ongeveer gelijk is. Vergelijkbaar als met cider, worden er speciale perencultivars gebruikt. Deze cultivars produceren fruit dat van slechte kwaliteit is om te eten, maar superieur is voor de bereiding van perenwijn. Deze peren bevatten meer tannine en zuur dan hand- of stoofperen, en zijn over het algemeen kleiner. Zweden produceert ook perenwijn, zoals Kopparbergs perencider.
Perenwijn is eeuwenlang een algemene drank in Engeland en Frankrijk geweest. Het grootste deel van de perenwijn komt tegenwoordig uit Frankrijk onder de naam poiré, vooral Normandië.